# Plejtvákovec šedý
Plejtvákovec šedý (Eschrichtius robustus), též velryba šedá nebo plejtvák šedý, je středně velký kytovec z podřádu kosticovců a jediný zástupce čeledi plejtvákovcovitých.

## Popis
Dosahuje délky 12-15 metrů, přičemž zaznamenané maximum je 15,5 metru. Hmotnost se pohybuje v průměru mezi 25 a 28 tunami, maximum je 40 tun. Samice bývají obvykle mírně větší než samci. Dožívá se 50-70 let. Zbarvení je šedočerné až šedohnědé s velkým množstvím světlých skvrn, což jsou stopy po kožních parazitech (korýši rodů Cryptolepas a Cyamus).

## Rozšíření
Žije v Tichém oceánu ve dvou oddělených populacích, jedna u břehů Severní Ameriky, druhá u břehu severovýchodní Asie. Populace u severovýchodní Asie je ovšem kriticky ohrožena a je pravděpodobné, že vyhyne. V posledních letech je pro ni novým ohrožením narušení životního prostoru těžbou ropy a zemního plynu projektem Sachalin-1. Celková velikost populace není známa, ale podle různých odhadů jde o několik desítek tisíc jedinců (zřejmě okolo 26 000, nicméně maximální neověřené odhady na základě zkoumání DNA hovoří až o 118 000).

## Ekologie
Potravu plejtvákovců tvoří plankton, kril, různí mořští červi, malí krabi a hejna tvořící malé ryby. V menší míře se živí i vodními rostlinami. Potravu sbírá většinou při mělkém oceánském dně, málokdy se živí při hladině.
Jde o jediný druh kosticovců, který se páří a rodí mláďata v mělkých pobřežních vodách. Březost trvá 12-13,5 měsíce, nově narozené mládě je 3,5-5 metrů dlouhé.
V Atlantském oceánu byl plejtvákovec šedý loven už před naším letopočtem, od začátku 18. století se zde vyskytoval pouze ojediněle a začátkem 20. století zde byl již zcela vyhuben. Plejtvákovec šedý pluje každý rok 18 000 km: v Arktidě se živí, ale rozmnožují se na východě v Tichém oceánu u pobřeží Kalifornie a na západě u korejských břehů. Cesta, kterou podnikají skupiny o dvou až třech zvířatech, trvá kytovcům kolem tří měsíců.

### Predace
Hlavním predátorem plejtvákovce šedého (kromě člověka) je kosatka dravá. Bylo zaznamenáno mnoho případů útoků kosatek na plejtvákovce, především na mláďata. Kosatky většinou postupují tak, že se snaží oddělit mládě od samice (či stáda) a utopit ho tím, že se střídají při tlačení na jeho hřbet a zabraňují mu se nadechnout. Čelisti obvykle používají až když je oběť mrtvá.

## Zajímavosti
- Velrybáři mu dříve říkali ďábelská ryba, neboť byl znám tím, že se dokáže zuřivě bránit tváří v tvář nebezpečí.
- Dnes je naopak znám a oblíben pro svou zvědavost a přátelské chování vůči člunům.
- Začal být oficiálně chráněn už ve 30. letech 20. století, nicméně omezený lov (cca 220 kusů ročně) pokračoval i nadále (vědecké účely, SSSR).

## Galerie

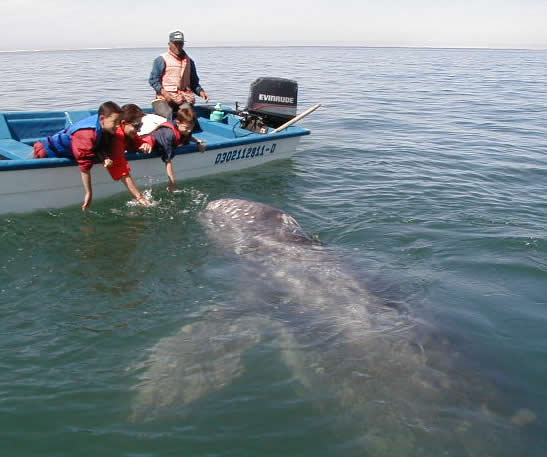
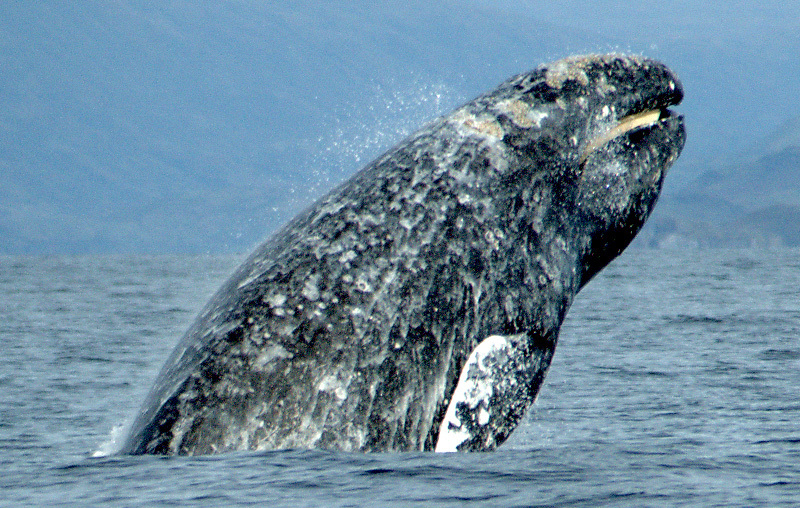
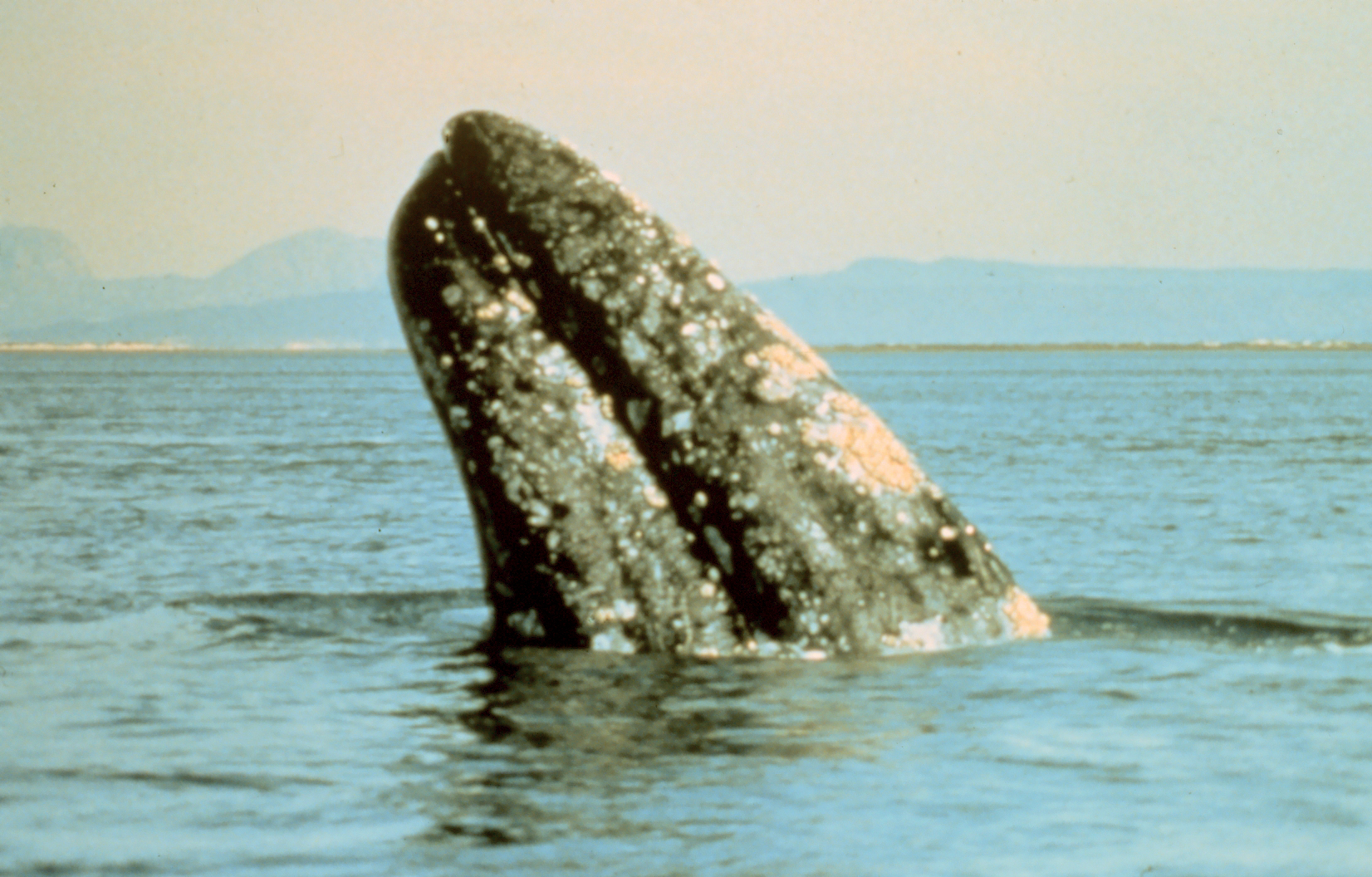
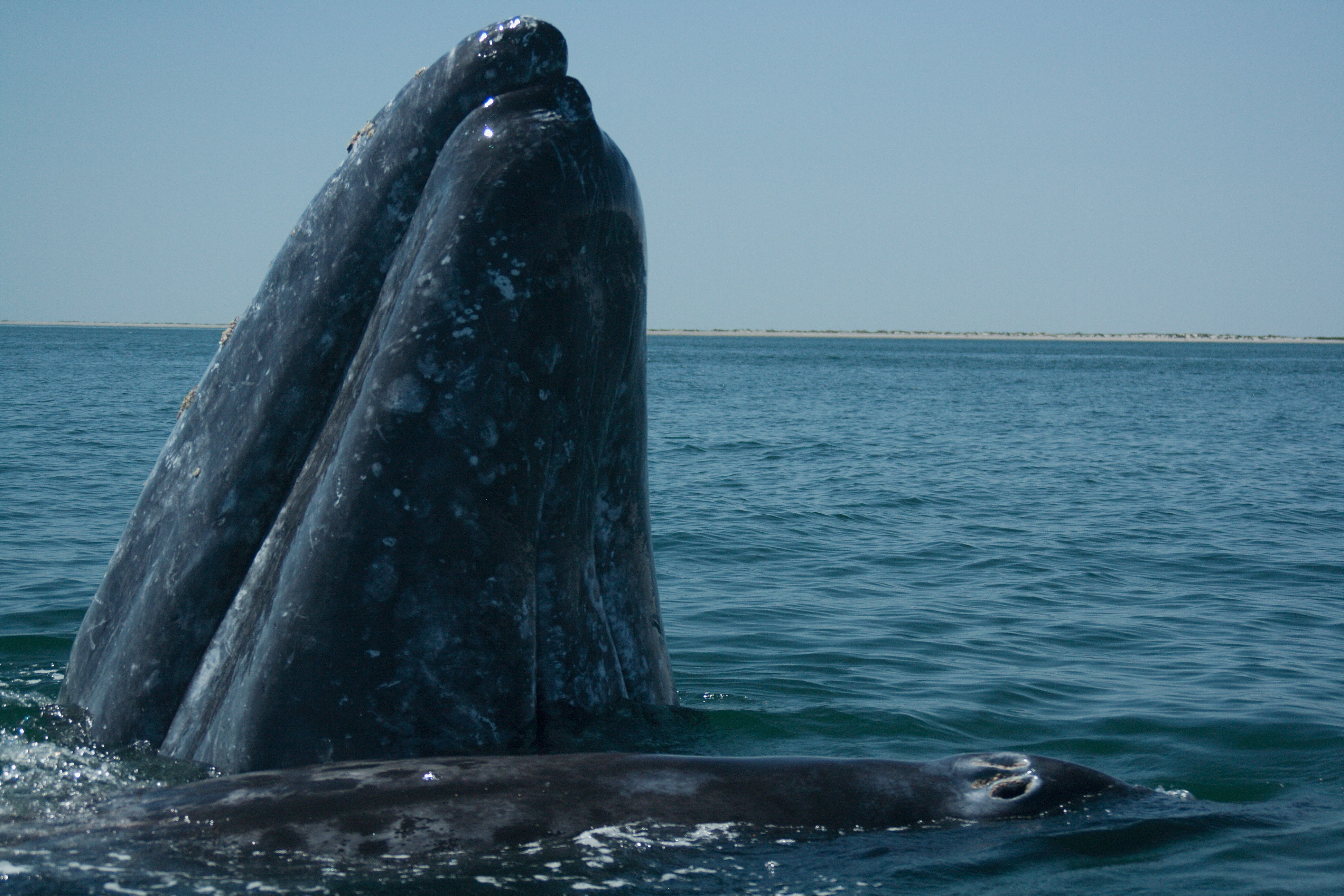
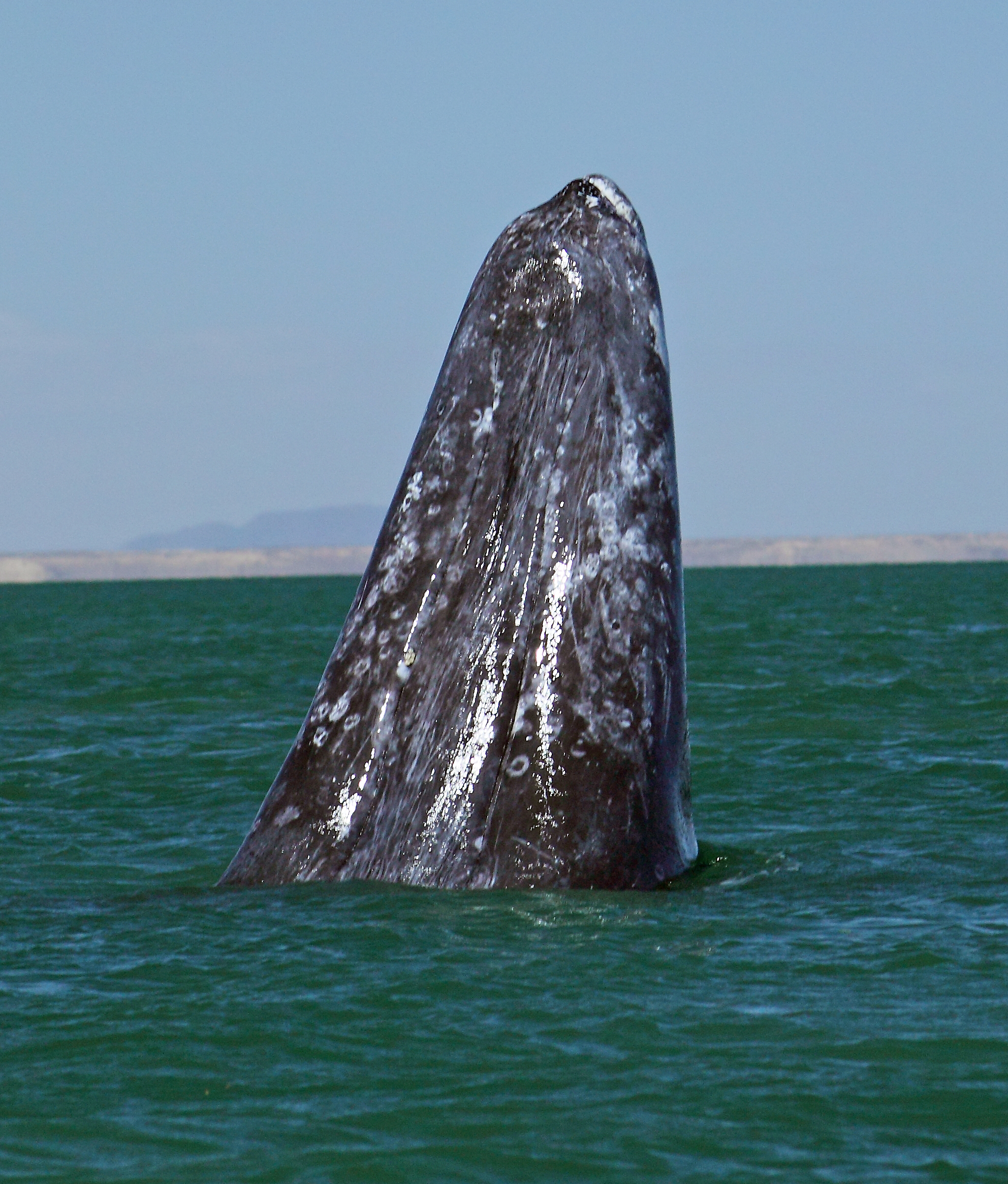
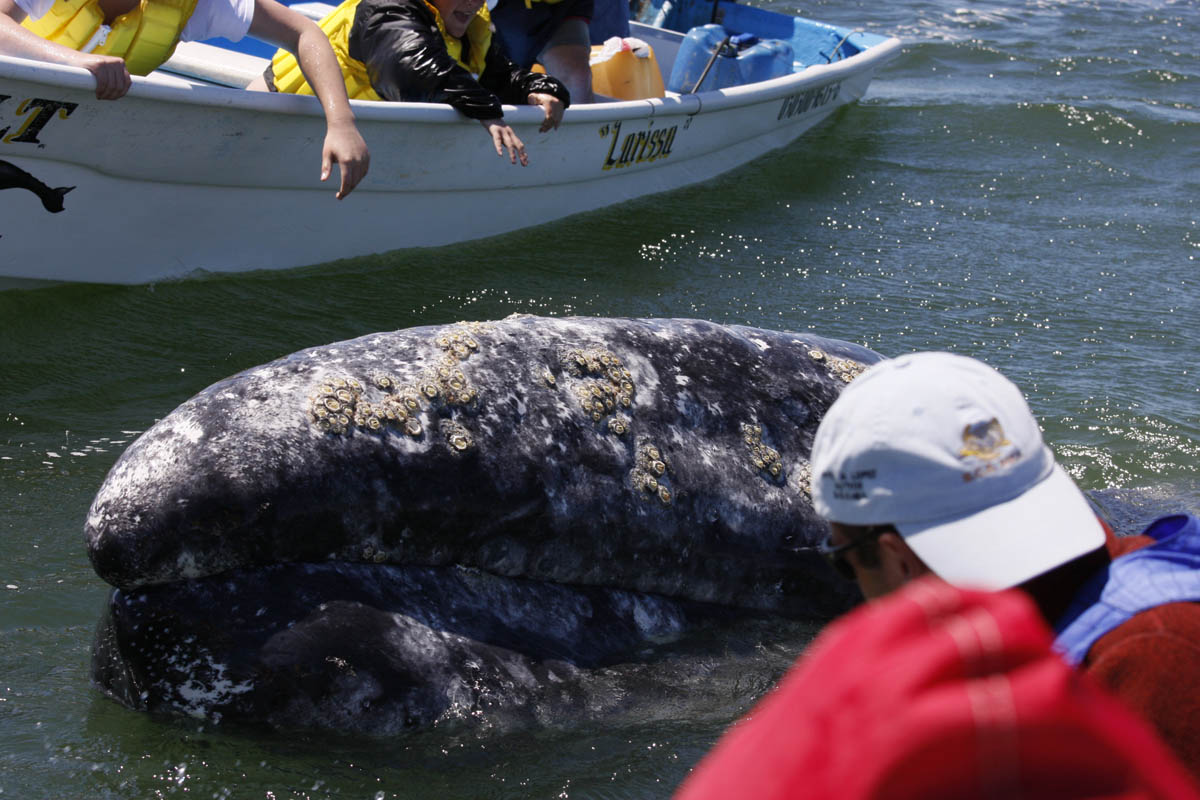
Hlava plejtvákovce bývá plná parazitických korýšů
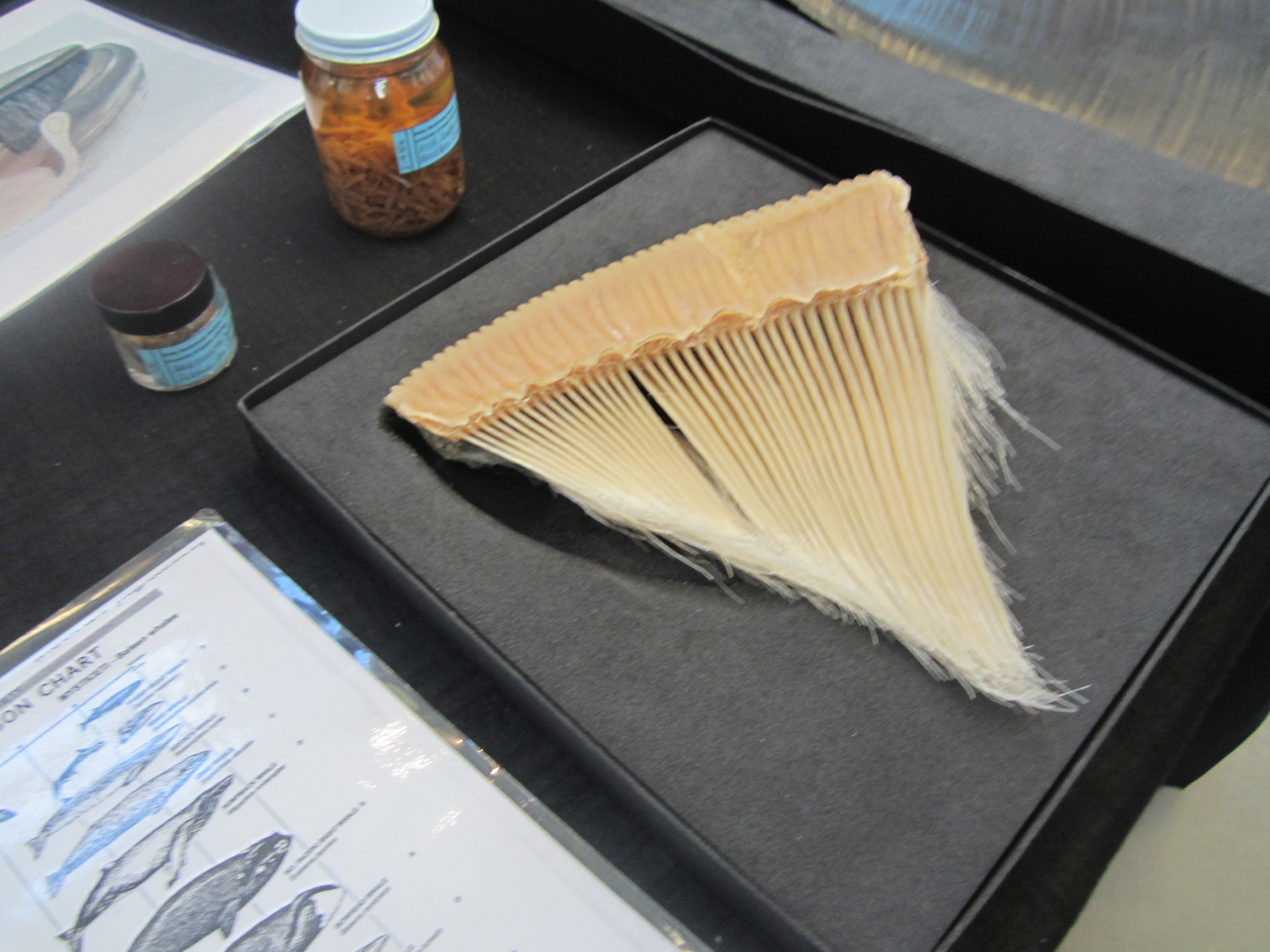
Kostice plejtvákovce šedého.